# Razzmatazz
Razzmatazz (o simplemente Razz) es una discoteca y sala de conciertos de Barcelona, España, inaugurada en el año 2000 con una actuación del grupo estadounidense The Flaming Lips. Su nombre alude a la canción homónima de la banda británica Pulp. La discoteca está dividida en cinco salas donde se programan distintos tipos de música, pop, rock alternativo, música urbana o música electrónica, entre otros. Se programan unos 500 conciertos al año, siendo una de las principales salas de gran aforo de Barcelona y un referente internacional de la música en directo. Razzmatazz Clubs cuenta con una programación regular de miércoles a sábado con decenas de artistas en sus diferentes fiestas y clubs: El Dirty, Manadanga, Fuego o Human. Entre sus Djs residentes figura Amable, que inauguró la sala y sigue pinchando en ella en la actualidad, Undo, Djohnston o DJ2d2, entre otros. Hasta el 2006 también contó con Aleix Vergés, alias Sideral (1973-2006).
Recogiendo el testigo de la legendaria sala de conciertos Zeleste, Razzmatazz se instaló en el año 2000 en el histórico número 122 de la calle Almogàvers, un edificio único asociado al paisaje industrial de Barcelona y a su escenario cultural. Desde su inauguración aquél 14 de diciembre Razzmatazz ha mantenido viva su pasión por la música, apostando por una visión personal de la cultura de club y de la música en directo. Conciertos, fiestas, desfiles, presentaciones, galas o rodajes de cine y publicidad, se dan cita en un multi-espacio de cinco salas en constante cambio y transformación. 
El pasado 2023 Razzmatazz creó la figura de la Orientadora de Igualdad, gestionada por el Observatori Contra la LGTBI fòbia, una iniciativa pionera a nivel estatal que ha tenido muy buena aceptación entre el público y se ha integrado en el ecosistema del clubbing local. 
Con la mirada siempre puesta en las nuevas tendencias musicales, Razzmatazz Club programa semanalmente bandas y DJs internacionales y locales de pop, rock y música electrónica. Y muchos de ellos lo hicieron cuando apenas eran conocidos, actuando aquí por primera vez en nuestro país, como Arctic Monkeys, Franz Ferndinand o Florence and the Machine, antes de convertirse en estrellas mundiales. 

## Historia
Razzmatazz se fundó en los años 2000, después de la desaparición de la Sala Zeleste (fundada en 1973), referente de las noches barcelonesas.
Por Razzmatazz han pasado artistas internacionales de la talla de Arcade Fire, Foals, Future Islands, Idles, King Gizzard & The Lizard Wizard, Fontaines D.C, Mumford & Sons, Sleaford Mods, Metronomy, Vampire Weekend, Beck, Nicola Cruz, Morrissey, David Byrne, Coldplay, Skrillex, Placebo, Kanye West, Public Enemy, Slayer, Vitalic, Massive Attack, Orbital, Pulp, The Strokes, Blur, The Libertines, Belle and Sebastian, Smashing Pumpkins, LCD Soundsystem, The Horrors, Napalm Death, Editors, Suede, Happy Mondays, Primal Scream, The Stone Roses, Bad Religion, Tool, Hamlet, Helloween, Ghost, Aphex Twin, James Blake, Jeff Mills, Kraftwerk, Post Malone, Paul Kalkbrenner, Justice, Mark Ronson, Mika, Scissor Sisters o Boys Noize, entre otros.  
Y otros tantos artistas nacionales como Supersubmarina, Morad, Alizzz, Bad Gyal, Cariño, La Zowi, Carolina Durante, Alcalá Norte, Samantha Hudson, Mala Rodriguez, Love of Lesbian, Sidonie, Dorian, El Columpio Asesino, Lori Meyers, Los Punsetes, Los Planetas, Triángulo de Amor Bizarro, Estopa, M-Clan, Fangoria, Astrud, Mujeres, La Casa Azul, Fermin Muguruza, Elefantes, Obús o Manolo García, entre otros.

## Localización
La discoteca se encuentra en una antigua fábrica del barrio de El Parc i la Llacuna del Poblenou. Las estaciones de metro más cercanas son Marina (L1) y Bogatell (L4). Se encuentra en la calle Almogávares 122/Pamplona 88.

## Razzmatazz Clubs
Razzmatazz Clubs engloba toda la programación de clubs de Sala Razzmatazz que se desarrolla en cada una de sus 5 salas. Incluye tanto los clubs permanentes como las fiestas y ciclos consolidados que se realizan de forma periódica.

### El Dirty de Razzmatazz - Todos los miércoles
"El Dirty" es una fiesta temática donde hay cinco bailarines sobre el escenario de la sala principal y cada semana cambia de temática. Oscila entre tres y cinco salas dependiendo de la época del año. Las tres salas que siempre encontrarás abiertas son: 
- "El Dirty de Razzmatazz" o sala 1 (pop, hits, dance pop, reggaeton...) donde sus DJ's principales son Purpur y Perotutehasvisto
- "El Sucio" (reggaeton, perreo...) sus DJ's principales son DJ Setaquehabla y Jack Dafons
- "The Rave" (tecno) no hay DJ's principales pero podrás encontrarte con: Mr. George Constanza, La Waldorf, Poorlan, Mireia DJ...

Además en épocas de alta afluencia se abren dos salas más que son: 
- La Shady (pop, comercial, divas, drag...) las dragqueens oficiales son Alex Marteen y La Waldorf aunque puede variar.
- Lolita (tecno) no hay DJ's principales.

### Mandanga de Razzmatazz - Todos los jueves
Fiesta con temática "Kawaii" y "Gamer" aunque en su sala principal normalmente suenan Hits, reggaeton, pop y oldies. Se caracteriza por sus famosos dinosaurios que suelen salir varias veces durante la noche y oscila entre cuatro y cinco salas dependiendo de la época del año. Las salas que habitualmente se encuentran abiertas son: 
- Mandanga o sala 1 (pop, oldies, hits...) donde sus DJ's principales son: Siria DJ y Mr George Constanza
- Perreo Room (reggaeton y perreo) no tiene DJ's principales, van rotando
- La Electronica donde se puede escuchar música tecno en un ambiente dark tampoco tiene DJ's principales aunque los habituales son Carlos Bayona, Sandal Boche, Ramsexxx...
- Karaoke Room: Sala donde puedes hacer tus peticiones a través de una aplicación del móvil y subirte al escenario a cantarlas.

La última sala que queda no está definida y se abre según las necesidades del día puede ser una adicional de tecno, de reggaeton...

### Fuego - Todos los viernes
Fuego es la noche de los viernes en Razzmatazz, con una visión 360 de la cultura de club contemporánea y cinco salas que cada semana ofrecen directos y DJ sets de artistas locales y globales, con un enfoque diverso y un público inclusivo y abierto de miras. La musica que puede sonar es: RAP · ELECTRÓNICA · DEMBOW · AFROBEATS · FUNK BRASILEÑO · UK GARAGE · BREAKS · LATIN CORE · HARDSTYLE · EURODANCE · TRANCE · HYPERPOP · POP EXPERIMENTAL

### Human - Todos los sábados
Se centra en dos salas y Human es un club de música electrónica para las salas 2 y 3 de Razzmatazz. Es un entorno pensado para disfrutar de la mejor manera de una cuidada programación de artistas nacionales e internacionales, visualistas, instalaciones y piezas de arte digital.

### Common People - Fiesta trimestral
Surgida como una prolongación natural de las legendarias fiestas ASaco, que seguían el legado del mítico club de Hospitalet de Llobregat y que dieron forma al universo musical de Amable, Common People, su tardeo indie en Razzmatazz, es un festín de pura música indie de los noventa y los dos mil y una cita ineludible para los fans del asunto.

## Premios
- Ganador de los premios ARC 2015 a la mejor programación de sala de conciertos.[2]

## Galería

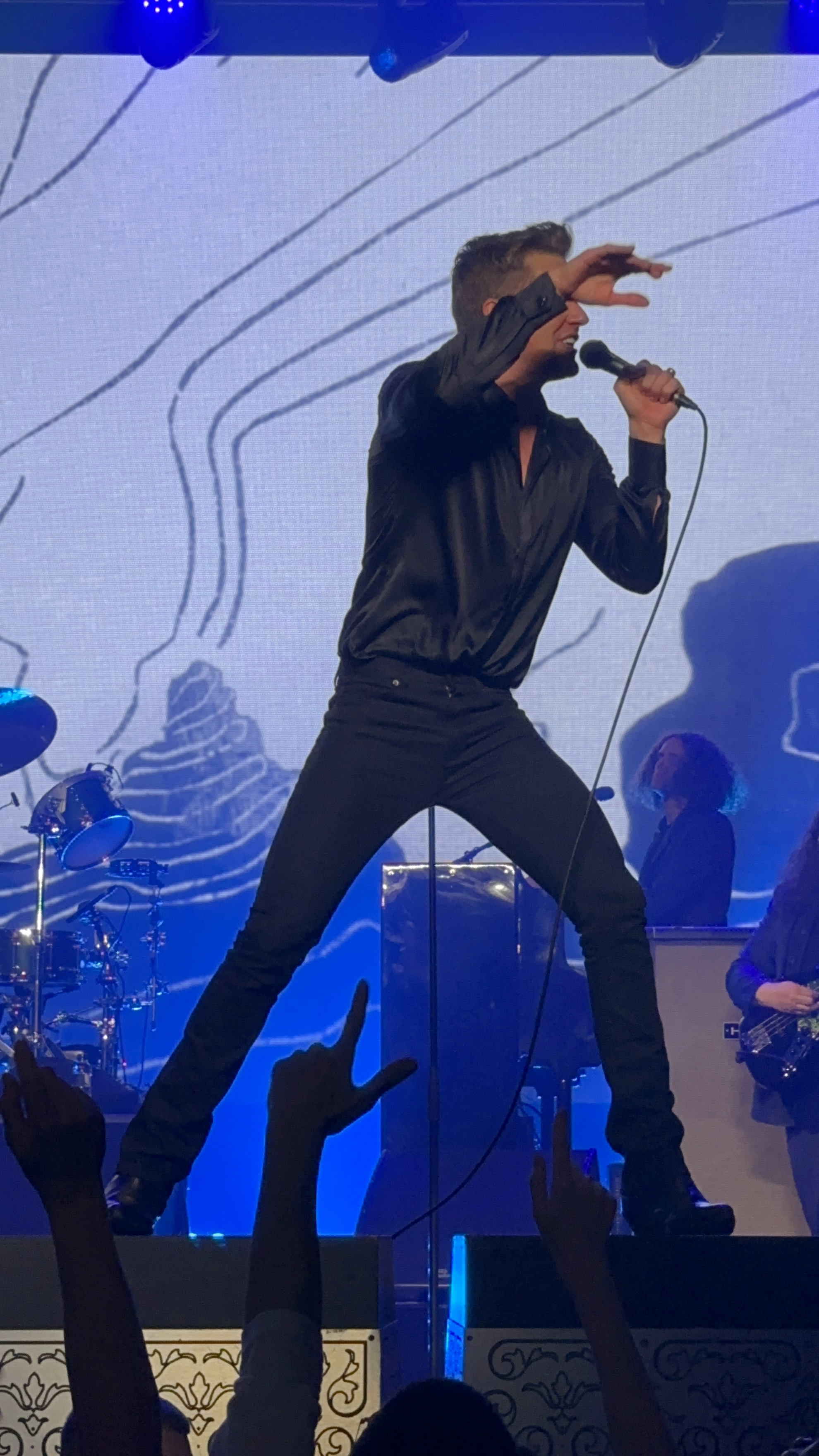
The Killers (2024)
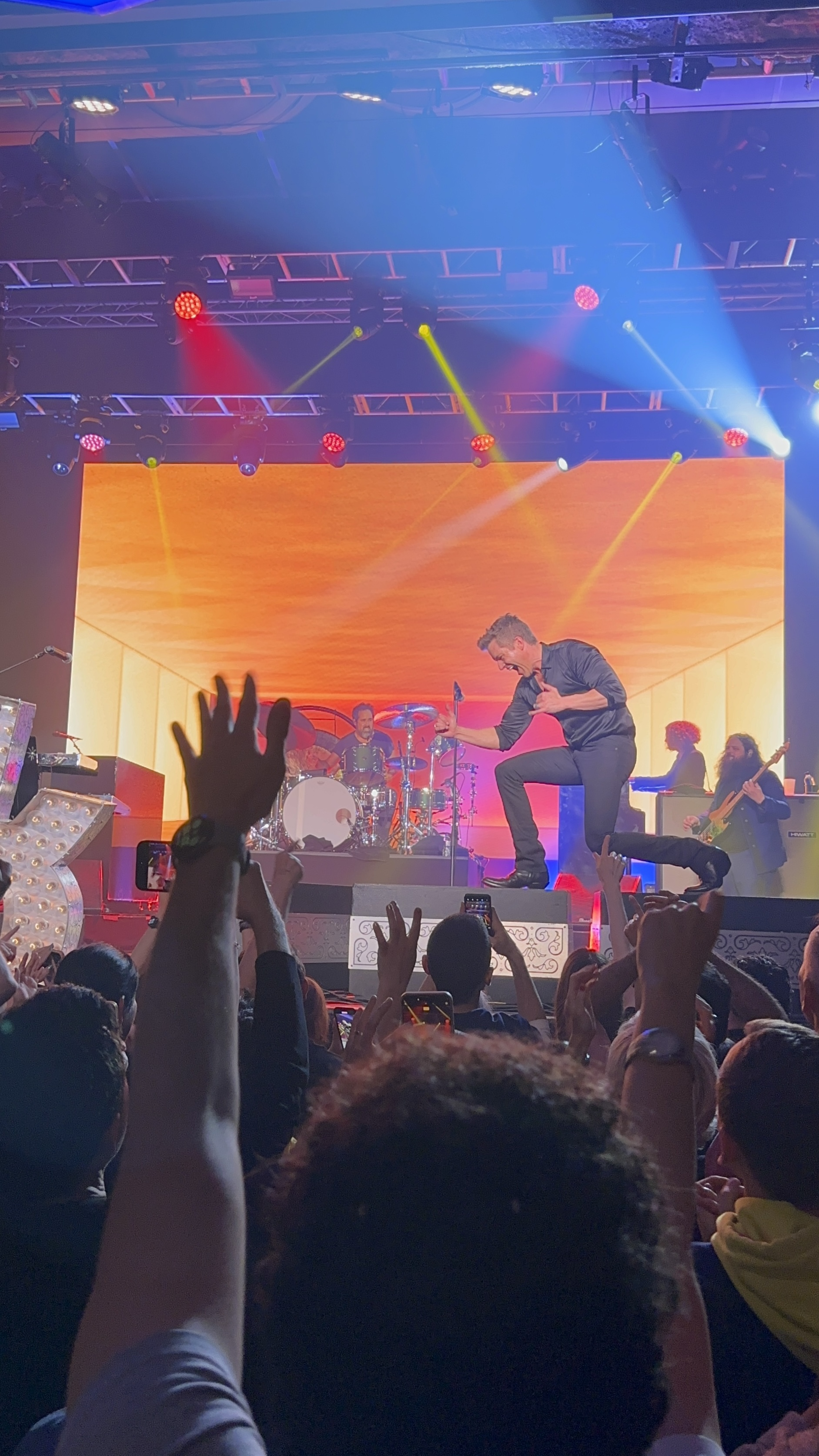
The Killers (2024)
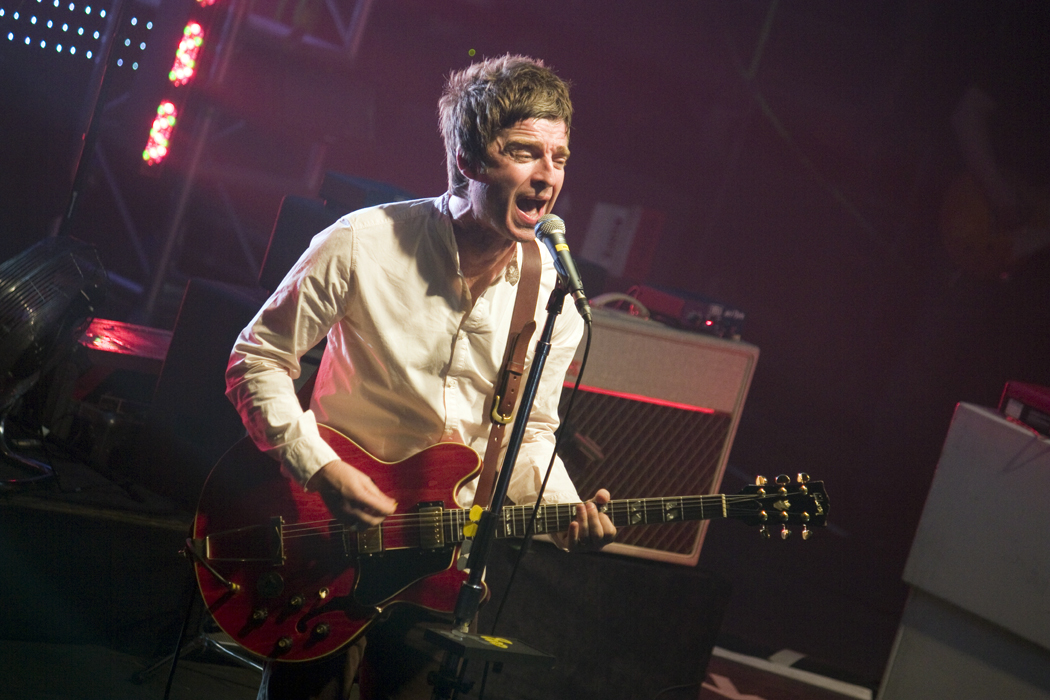
Noel Gallagher (2012)
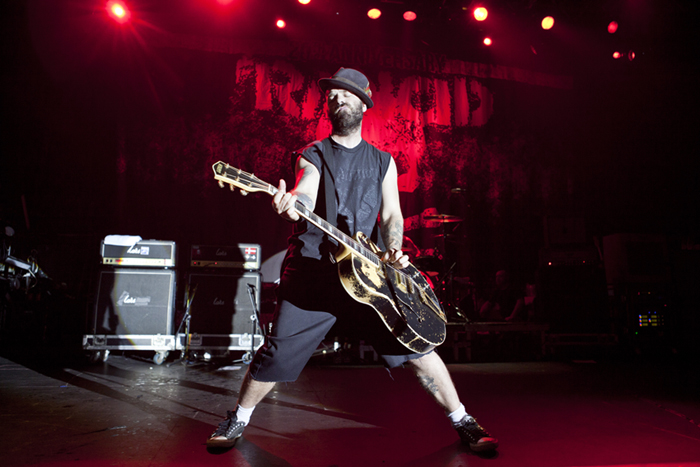
Rancid (2012)
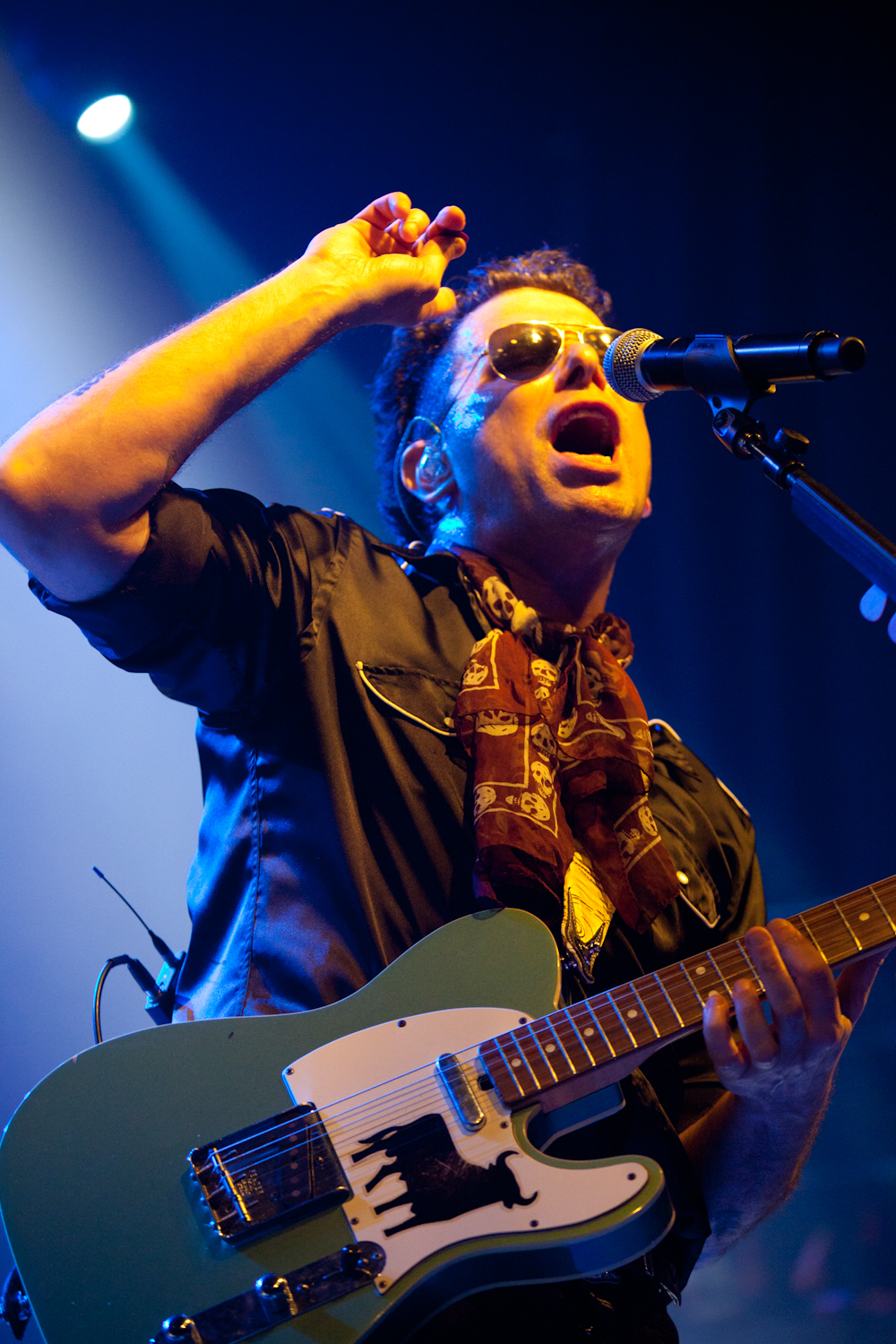
Andrés Calamaro (2010)
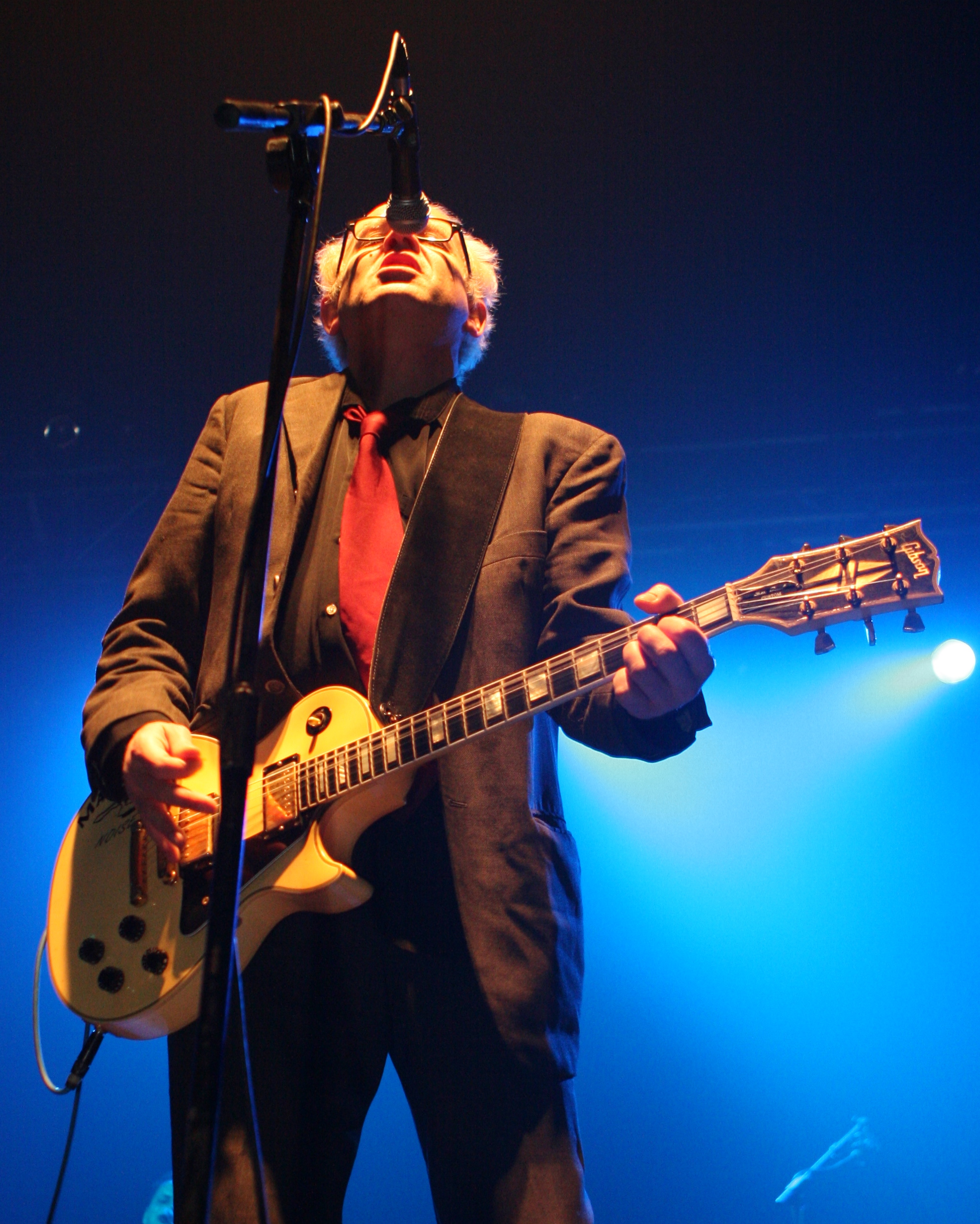
Siniestro Total (2008)